# Літературна премія імені Павла Тичини
Літературна премія імені Павла Тичини — щорічна премія Національної спілки письменників України, що присуджується з 1973 року за найкращу книгу поезії
Вік учасників: необмежений
Нагорода переможцю: Лауреатство + 1000 грн. (200$)
Висунення — до 1 грудня. Присудження — до 15 січня. 

## Історія
Літературна премія імені П.Тичини «Чуття єдиної родини» започаткована Держкомвидавом УРСР та Спілкою письменників України 3 квітня 1973 року.
З 1974 року і до 1992 року присуджувалась «за твори, пройняті ідеєю інтернаціоналізму, дружби народів СРСР».
З 1993 — літературна премія імені Павла Тичини. Присуджується за високохудожні поетичні твори, гостре відчуття проблем сучасності тощо.

## Лауреати
1974
- Степанюк Борислав Павлович — за поему «Діалог Сеспеля з Україною», твори з книги «Уклін тобі, Киргизіє» та «Синьоокий мій липень», а також за популяризацію творів братніх літератур у перекладах.

1975
- Вишеславський Леонід Миколайович — за збірку «Основа»

1976
- Кочевський Віктор Васильович — за цикл поезій «Барев, моя Вірменіє!» у збірці «На крутосхилах літ».

1977
- Третьяков Роберт Степанович — за збірку «Меридіани крізь серце».

1978
- Коротич Віталій Олексійович — за збірку «Людина у себе вдома»

1979
- Лубківський Роман Мар'янович — за збірку «Звіздар».

1980
- Кудієвський Костянтин Гнатович — за книжку «Легенда о Летучем голландце».

1981
- Марков Георгій Мокійович — за книжку «Горизонты жизни и труд писателя»

1982
- Большаков Леонід Наумович — за книжки «Літа невольничі», «Їхав поет із заслання», «Добро найкращеє на світі», «Вождь і поет».

1983
- Коломієць Тамара Панасівна — за збірку поезій «Осіння борозна».
- Ющенко Олекса Якович — за збірку поезій «Безсмертники»

1984
- Дубинський Ілля Володимирович — за книжки «Портреты и силуэты», «Всерьез и надолго»

1985
- Ребро Петро Павлович — за збірку «Вибране»
- Долматовський Євген Аронович — за повість «Зелена брама» та «Пісню про Дніпро»

1986
- Тихий Наум Миронович — за збірку «Понад озимим полем»
- Баканідзе Отар Анакійович .

1987
- Затуливітер Володимир Іванович — за збірку «Полотно».

1988
- Швець Василь Степанович — за збірку поезій «Сподівання».

1989
- Тельнюк Станіслав Володимирович — за збірку «Сузір'я любові».
- Петренко Микола Євгенович — за збірку поезій «Серцем палаючим».

1990
- Осадчий Василь Опанасович — за збірку поезій «Золотий ряст».
- Базилевський Володимир Олександрович — за збірку поезій «Колодязь».

1991
- Кордун Віктор Максимович — за збірку поезій «Кущ вогню».

1992
- Воробйов Микола Панасович — за книжку поезій «Верховний голос».
- Кисельов Леонід Володимирович — за книжку поезій «Тільки двічі живемо…» (посмертно).

1993
- Рубчак Богдан — за збірку поезій «Крило Ікарове».
- Мороз Валентин Леонідович — за збірку поезій «Осінній сад».

1994
- Головко Дмитро Андрійович — за збірки поезій «Два корені веселки» і «Непочата вода».
- Григорів Михайло Семенович — за збірку поезій «Спорудження храму».

1995
- Палій Ліда — за збірку поезій «Сон-країна».
- Різниченко Олекса — за збірку поезій «Терновий вогонь».

1996
- Боровий Василь Іванович — за збірку поезій «Полинова снага».

1997
- Гончарук Захар Власович — за збірки поезій «Злагода» і «Домінанта».

1998
- Герасим'юк Василь Дмитрович — за книгу поезій «Осінні пси Карпат».

2000
- Нікуліна Наталія Петрівна — за книгу «Тиха бесіда» (посмертно).

2001
- Слапчук Василь Дмитрович — за збірку поезій «Крапка зсередини».
- Матійко Олександр Михайлович — за збірку поезій «Родання».
- Бакуменко Данило Олександрович — за збірку поезій «Кардіограма мужності».

2002
- Неборак Віктор Володимирович — за книгу поезій «Літостротон».
- Завгородній Юрій Степанович — за книгу поезій «Не в'яне полум'я свічі».

2003
- Осадчук Петро Ількович — за збірку поезій «Чуття єдиної провини».
- Бойченко Валерій Петрович — за збірку поезій «Не повториться мить».
- Гнатюк Ніна Юхимівна — за збірку поезій «Поміж небес і трав».
- Старченко Віталій Іванович — за збірку поезій «Глина від Бога».

2004
- Гірник Павло Миколайович — за книжку поезій «Коник на снігу».
- Бровченко Володимир Якович — за книжку поезій «Презентація з молитвою».
- Фалькович Григорій — за книжку поезій «Шляхами Біблії пройшла моя душа».

2005
- Засенко Петро Петрович — за добірки поезій у часописі «Київ», та за публікації останніх років.
- Рябий Василь Михайлович — за книгу поезії «Варта трав».
- Зленко Григорій Дем'янович — за книжку літературно-критичних нарисів «З полону літ».

2006
- Карпенко Микола Іванович — за книгу віршів «Купальні вогні»

2008
- Людкевич Марія Йосипівна — за книжку «А час — як вітер».

2009
- Семенюк Микола Павлович — за збірку поезій «Моцарт по тиші ступає».

2010
- Кухта Василь Васильович — за книжку «Patria».
- Яковенко Тетяна Василівна — за збірку художніх переспівів «Книга пророка Даниїла».

2012
- Лазарук Мирослав Ярославович — за збірку поезій «Цісарська дорога».

2013
- Крижанівська Тетяна Іванівна — за збірку поезій «Золоті поля: сто віршів».[2]

2014
- Чистяк Дмитро Олександрович — за збірку поезій «Надсадний сад».

2016
- Густі Василь Петрович — за збірку поезій «Світанок у День Анни» та гумористичну книжку «Закарпатська валюта».[3]
- Соловей Василь Федорович — за збірку віршів «Перезва золотава».[4]
- Клічак Василь Йосипович

2017
- Славинський Микола Борисович

2018
- Демиденко Андрій Петрович
- Куйбіда Василь Степанович

2019
- Харитонова Раїса Петрівна — за збірку поезій «Рівновелика любові»

2020
- Боровко Микола Маркіянович — за збірку «Пришестя Слова»
- Ковальчук Інна Георгіївна — за збірку «Пора індульгенцій»[5]

2021
- Микола Гриценко — за поетичну збірку «Колосінь», м. Київ[6]

2022
- Світлана Дідух-Романенко — за поетичну збірку «Маяк і маятник», м. Бориспіль.[6]
- Олег Гончаренко — за поетичну збірку «Серце у вогні», м. Мелітополь[6]
- В'ячеслав Романовський — за книжку «Аромат припізнілого цвіту», м. Харків.[6]

2023
- Курилів Ігор Володимирович — за поетичну збірку «За Аріадниною ниткою».
- Новицький Станіслав Сергійович — за поетичну збірку «Передмовчання»[7].